# ドープ
材料工学におけるドープ (dope) またはドーピング (doping) とは、結晶の物性を変化させるために少量の不純物を添加することである。
特に半導体で重要な操作で、不純物の添加により電子や正孔（キャリア）の濃度を調整する他、禁制帯幅などのバンド構造や物理的特性などを様々に制御するために用いる。
添加する不純物をドーパントと呼ぶ。半導体の場合、キャリアとして電子を供給するドーパントをドナー、正孔を供給するドーパントをアクセプタと呼ぶ。

## ドーパントの例
- シリコンなど
  - リン：n型ドーパント
  - ホウ素：p型ドーパント

## 手法
- 合金法
- 拡散法
- イオン注入